# Tournée de l'équipe de Nouvelle-Zélande de rugby à XIII en 1907-1908
 (novembre 2023).

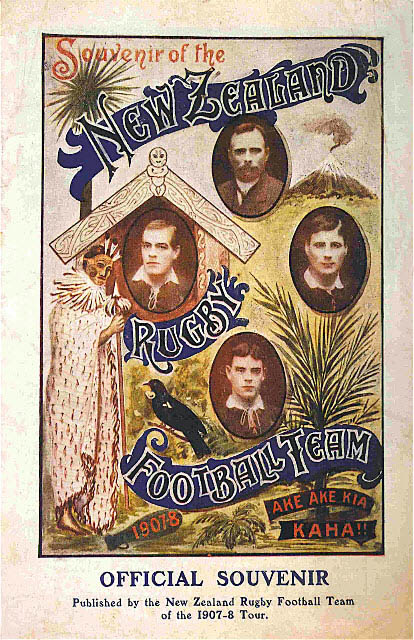
C'est un souvenir officiel du rugby à XIII pendant leur tournée.

La tournée de l'équipe de Nouvelle-Zélande de rugby à XIII - The New Zealand All Black Rugby Football team - en 1907-1908 est la première série de matchs internationaux de l'histoire du rugby à XIII. Cette tournée est considérée comme un élément fondateur du rugby à XIII en Nouvelle-Zélande et en Australie, et comme les premières rencontres internationales de ce sport.

## Contexte
Au début du XXe siècle, le rugby était devenu en Nouvelle-Zélande, comme en Grande-Bretagne, un sport extrêmement populaire, et très pratiqué en hiver. En Grande-Bretagne, des contestations contre la nature amateure de ce sport émergèrent, demandant la rémunération par les clubs des athlètes, pour dédommager le temps chômé, et le paiement de frais médicaux.
Ce mouvement fit naitre la Northern Rugby Football Union en 1895. Les règles de cette ligue était toujours celle du rugby à quinze, mais les joueurs avaient la possibilité d'être rémunérés. Ces dispositions restèrent confidentielles hors du nord de l'Angleterre jusqu'en 1906, quand les règles évoluèrent pour supprimer la touche, aérer les regroupements, et passer de 15 à 13 joueurs, ce qui permit à ce nouveau sport de se distinguer du rugby de la RFU.

En Nouvelle-Zélande, ces même problèmes concernant la rémunération et la santé des joueurs étaient également apparus. Ils furent fortement médiatisés à la suite de la tournée des Originals All Black, la New Zealand Rugby Union faisant un profit de 12000 livres sterling, tandis que les joueurs ne reçurent que 3 shillings par jour pour leurs frais quotidien.

George William Smith, membre des Originals, avait en Angleterre assisté à un match de la Northern Union, et, surtout, discuté avec des membres important de cette ligue, intéressé par l'idée d'accueillir à nouveau des matchs internationaux, qui n'avaient plus été joués dans le nord de l'Angleterre depuis 1888. Après son retour en Nouvelle-Zélande, il participa en 1906 à une tournée du club de sa ville, Auckland, en Australie. Il y rencontra James Giltinan, qu'il convainquit du potentiel d'une tournée néo-zélandaise en Australie.

De retour en Nouvelle-Zélande, il contacta Albert Baskiville, joueur du club Oriental et de la province de Wellington, pour l'aider à organiser cette tournée. L’intérêt des joueurs néo-zélandais pour cette idée fut immédiat, 160 des 200 joueurs évoluant dans le championnat inter-province néo-zélandais proposant leurs candidatures. Connaissant les changements de règles qui venaient d'entrer en vigueur dans le nord de l'Angleterre, Smith et Baskiville décidèrent de mettre de côté les joueurs trop spécialistes des touches et des mêlées pour se concentrer sur ceux présentant des qualités d'agilité et de vitesse.

En fin de compte, la tournée intégra neuf internationaux et quatorze joueurs provinciaux, un grand nombre d'entre eux ayant été sélectionnés parmi les équipes de Wellington et d'Auckland qui s'étaient récemment disputé le Ranfurly Shield.

## Déroulement

### Début
La tournée débuta en août 1907 en Australie, par une série de trois matchs joués selon les règles du rugby à quinze, contre une sélection de Nouvelle Galles du Sud assemblée par Peter Moir et James Giltinan. Cette série fut un succès public et financier, ce qui aida Giltinan à lancer, l'année suivante, une ligue professionnelle de rugby, et par là même, le rugby à treize en Australie.
Sur le chemin vers la Grande-Bretagne, la sélection néo-zélandaise affronta lors d'une escale à Ceylan une sélection locale, qui fut battue 33 à 8. L'équipe débarqua à Marseille, puis arriva en Angleterre le 30 septembre 1907.

### En Grande-Bretagne
Après deux semaines d'adaptation aux conditions climatiques et aux nouvelles règles du rugby à treize, les Néo-Zélandais entamèrent une série de matchs contre des clubs du nord de l'Angleterre, surprenant les Britanniques par leur adaptation rapide. Leur première défaite ne survint qu'après dix matchs, devant une foule de 30000 personnes contre Wigan, le 9 novembre 1907. Contre les principaux clubs anglais et gallois, les Néo-Zélandais affichèrent un très bon bilan de dix-sept victoires, deux matchs nuls et neuf défaites.

Après les rencontres contre les clubs, les Néo-Zélandais affrontèrent une série de sélections régionales et nationales. Les résultats furent moins reluisants. Ils s’inclinèrent contre le Pays de Galles à Aberdare devant 20.000 personnes 9 à 8,, contre une sélection de Cumbria 21 à 9, contre l'Angleterre à Wigan 18 à 16, puis contre une sélection du Lancashire 20 à 4.
La tournée culmina dans une série de trois test-matchs contre l'équipe de Grande-Bretagne. Dans la lignée de leur série de résultats négatifs, les Néo-Zélandais s’inclinèrent 14 à 6 dans la première rencontre. Ils égalisèrent lors du deuxième match à Londres, gagnant 6 à 18, puis emportèrent la série en battant les Britanniques à Cheltenham 5 à 8.
Les Néo-Zélandais quittèrent la Grande-Bretagne le 29 février 1908, après une dernière victoire contre Saint Helens.

### En Australie
L'équipe, amputée de plusieurs joueurs qui avaient décidé de signer dans des clubs anglais, comme George William Smith, Lance Todd, Duncan McGregor, Joseph Lavery ou Jim Gleeson, visita à nouveau l'Australie en avril 1908. Son activité principale à Sydney ne fut pas de disputer des matchs, mais d'apprendre les règles du XIII aux joueurs australiens, qui lançaient au même moment le premier championnat de Nouvelle-Galles du Sud de rugby à XIII. Les Néo-Zélandais se dirigèrent ensuite vers Newcastle, où ils jouèrent deux matchs, un selon les règles du XV et un selon celles du XIII contre une sélection de la ville, la battant confortablement 53 à 6 et 37 à 8. Ce matche eu un tel impact que Newcastle fut capable dès 1910 de lancer une compétition de rugby à XIII viable financièrement.

Revenue à Sydney, l'équipe affronta la sélection de Nouvelle-Galles du Sud lors de deux matchs. Le premier fut gagné 18-10 par les Australiens, et le second 13-10. Les matchs contre Brisbane et une sélection du Queensland furent plus heureux pour les Néo-Zélandais, se terminant par deux victoires et un match nul.

L'apogée de la tournée fut la série de test-matchs contre l'équipe d'Australie de rugby à XIII, les premiers matchs internationaux de l'histoire de cette nation.
Le premier match à Sydney se conclut par une victoire néo-zélandaise 10 à 11. A Brisbane, le seconde test fut moins disputé, avec une victoire néo-zélandaise 12 à 24. L'Australie sauva l'honneur lors du troisième test à Sydney, l'emportant 14 à 9 pour conclure la tournée, le 6 juin 1908.

## Héritage
Pour cette tournée, les joueurs s'étaient organisés sur le même modèle que la tournée australienne de cricket de 1902 : chacun des joueurs avaient apporté à une caisse commune 50 livres, et se répartissaient les profits également entre tous. En dépit de ce modèle de financement, tous les joueurs qui participèrent à la tournée furent bannis à vie par la New Zealand Rugby Union pour professionnalisme.
La tournée fit un profit de 5641 livres, et chaque joueur reçu approximativement 300 livres.
La Northern Rugby Football Union fut consolidée par cette tournée qui montrait que le rugby à XIII pouvait organiser, comme le XV, des matchs internationaux et attirer un public conséquent.
En Australie, la tournée établit le rugby à XIII comme sport d'hiver majeur dans le Queensland et la Nouvelle-Galles du Sud. Les premiers matchs de XIII à Brisbane et Newcastle furent disputés pendant la tournée, et les profits des matchs joués en Australie furent essentiels pour créer la New South Wales Rugby League.

L'impact en Nouvelle-Zélande fut très limité, pour plusieurs raisons. D'abord, la plupart des figures de la tournée étaient restées en Grande-Bretagne pour pratiquer leur sport. Ensuite, le principal organisateur de la tournée, Albert Baskiville, décéda de maladie en mai 1908 en Australie, alors qu'il préparait déjà d'autres tournées, notamment aux États-Unis. Une campagne de presse contre la tournée eut également lieu, affublant les joueurs du surnom de « All Golds », ou « Pro Blacks », pour propager l'idée qu'ils jouaient au rugby principalement pour l'argent.
En 2002, un Baskerville Shield a été créé pour être mis en jeu à chaque fois que la Nouvelle-Zélande affronte la Grande-Bretagne. En 2007, la tournée a été commémorée par le 2007 All Golds Tour qui comprenait un match All Golds vs. Northern Union, ainsi qu'une série de trois tests entre les équipes nationales de rugby à XIII de Nouvelle-Zélande et de Grande-Bretagne.